# Lennart Brummer

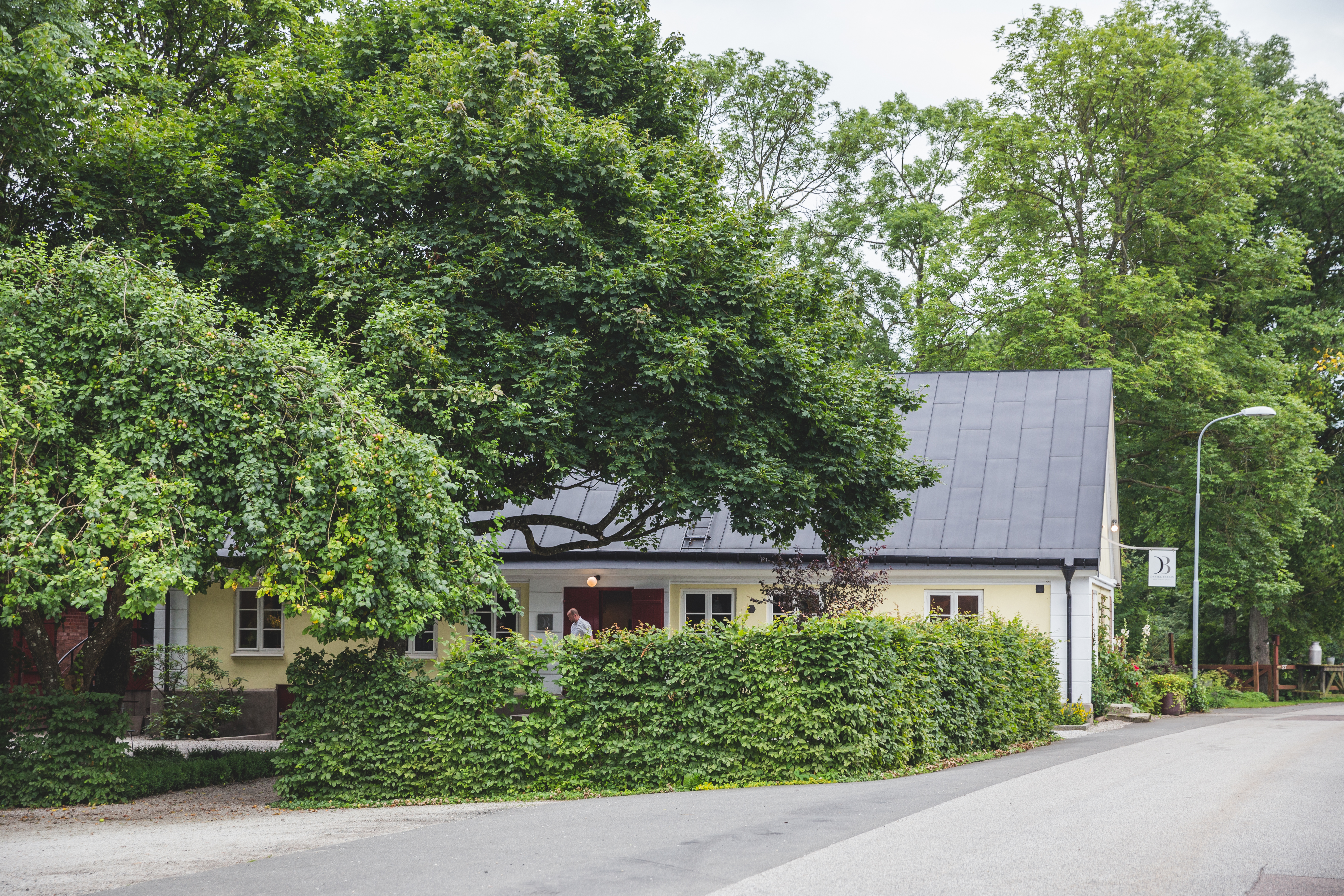
Tidigare Brummers krog i Skånes Tranås

Lennart Brummer, född 30 mars 1944, död 18 januari 2015,, var en svensk musiker, trubadur, journalist och krögare.
Lennart Brummer har översatt 16 franska visor till svenska, framför allt av Georges Brassens.
Lennart Brummer och hans fru Sus öppnade 1990 Brummers krog i ett enfamiljshus i Skånes Tranås, vilken serverade franskinspirerad mat. De drev restaurangen till 2009, då den såldes till Daniel Berlin och namnändrades till Daniel Berlins krog.

## Diskografi i urval
- Visa Vind and 11 more…, Sonet SLP-2055, 1975
- Säg Nej Nu, Abra Cadabra Production ABCS 10501, 1976
- Mansgris and 3 more…, Sonet SLP-2605, 1977